# نوونتا دی پیاوه
نوونتا دی پیاوه (به ایتالیایی: Noventa di Piave) یک کومونه در ایتالیا است که در استان ونیز واقع شده‌است. نوونتا دی پیاوه ۱۸٫۰۲ کیلومتر مربع مساحت و ۶٬۸۴۹ نفر جمعیت دارد و ۳ متر بالاتر از سطح دریا واقع شده‌است.